# Ida Busbridge
Ida Busbridge   (Plumstead, 10 de febrer de 1908 - Bromley, 27 de desembre de 1988) va ser una matemàtica britànica.
Busbridge va fer els estudis secundaris al Christ's Hospital, una prestigiosa escola privada al sud de Londres, des del qual va obtenir una beca per estudiar matemàtiques i física al Royal Holloway College de la universitat de Londres, en el qual va obtenir el màster el 1933. Després de dos cursos de professor ajudant al University College de Londres, el 1935 va anar a Oxford per prendre la responsabilitat de ser el tutor de petits grups d'estudiants de matemàtiques de cinc diferents colleges femenins de la universitat. Ja no va deixar la universitat d'Oxford fins a la seva jubilació el 1970. El 1945 va ser nomenada fellow del St Hugh's College, essent la primera dona en rebre aquesta distinció en un college d'Oxford. En retirar-se, va anar a viure a Kent amb la seva estimada germana, des d'on va anar fent classes esporàdiques a la Open University. Va morir el 1988.
Els seus treballs sobre el problema de la inversió de la transformada de Laplace, la van portar a establir una teoría de la radiació avui coneguda com funció H.